# Pinecrest, Florida
Pinecrest är en ort (village) i Miami-Dade County, i delstaten Florida, USA. Enligt United States Census Bureau har orten en folkmängd på 18 657 invånare (2011) och en landarea på 19,3 km².